# ۳۴۲ (میلادی)
۳۴۲ (میلادی) سیصد و چهل و دومین سال تقویم میلادی است.

## درگذشتگان
‎